# Theodosia nobuyukii
Theodosia nobuyukii är en skalbaggsart som beskrevs av Shinji Nagai 1998. Theodosia nobuyukii ingår i släktet Theodosia och familjen Cetoniidae. Inga underarter finns listade i Catalogue of Life.